# 石紋喉盤魚
石紋喉盤魚(學名：Gobiesox marmoratus)為輻鰭魚綱喉盤魚目喉盤魚科的其中一種，分布於東南太平洋區，從秘魯至智利；西南大西洋區，從烏拉圭至阿根廷海域，本魚呈蝌蚪形，頭寬，凹陷，頭部乳突發育不良，上唇緣裂片寬而淺，上顎前部有一錐形齒，兩側各有一排略微下彎的犬齒，下顎有2排門齒，外排門齒較大，門齒兩側各有一排較大的犬齒，體不被鱗，覆有粘液層，頭部側線發達，身體上側線不明顯，腹鰭喉位，與周圍的皮褶特化成一吸盤，吸盤大，乳突位於前部、中央和後部，吸盤前部有6排扁平乳突，每個中央斑塊上有3-4個縱排，背鰭軟條13枚、臀鰭軟條11枚，頭部和身體佈滿棕色斑塊，散佈著白色斑點，背部前部有幾個不規則的白色鞍狀線，這些鞍狀線後方的上側有幾個白色斑點，尾鰭有兩條深色橫帶，外側顏色較淺，體長可達8.9公分，屬底棲性魚類，棲息在岩礁區，生活習性不明。